# 锺天纬
锺天纬（1840年—1900年），字鹤笙，上海金山亭林镇人。维新人士，清代翻译家，中国近代史上一个承上启下的人物，致力于探讨中西文化的差异和优劣，对“五四”新文化运动有很大影响。
同治十一年（1872年）入上海广方言馆学习，后任职山东机械局翻译馆。光绪六年（1880年）到欧州考察各国政治、经济、文化等。返国后，入江南制造局翻译馆，译书数十种，包括与英国人傅兰雅等人翻译的许多英文科技著作，有《铸钱说略》、《考工纪要》、《西国近事类编》、《工程致富》、《英美水师表》等。著有《刖足集》，撰有《格致说》、《格致之学中西异同论》、《中西学术源流论》等，为国内最早进行中西文化比较研究者。